# 眞野勝弘
眞野 勝弘（しんの かつひろ、1943年〈昭和18年〉7月27日 - ）は、日本の政治家。元広島県廿日市市長（3期）。

## 来歴
1962年（昭和37年）3月、広島県立日彰館高等学校卒業。1964年（昭和39年）3月、広島商科大学短期大学部卒業。1980年（昭和55年）12月、佐伯郡町村会事務局長に就任。1984年（昭和59年）4月、廿日市町の職員となる。1988年（昭和63年）4月1日、廿日市町が市制施行し廿日市市が発足する。眞野は1999年（平成11年）12月に同市助役となり、2007年（平成19年）4月に副市長に就任。
就任4か月後の8月に副市長を辞任。同年10月21日に行われた廿日市市長選挙に出馬。廿日市市議の井上佐智子との一騎討ちを制し初当選（眞野：24,727票、井上：16,289票）。投票率は44.06％だった。11月3日、市長に就任。
2011年（平成23年）10月30日、再び出馬した井上佐智子を退け2期目の当選を果たす（眞野：21,814票、井上：12,163票）。投票率は36.43％。
2015年（平成27年）、元副市長の川本達志、元市議の松本太郎、元市議の荻村文規らを破り、3選。
2019年（令和元年）、引退表明を行い前市議で前回の市長選で争った松本太郎を後継指名。同年10月20日に行われた市長選挙に出馬せず引退した。
2020年、旭日小綬章受章。

## 不祥事
- 2020年（令和2年）3月27日、広島地検は、前年の参院選広島県選挙区をめぐり河井克行・河井案里夫妻が票の取りまとめを頼む趣旨で市長在任中だった眞野に現金を渡した可能性があるなどとして、眞野に任意聴取を行った。眞野は携帯電話などを押収された[8]。